# 420'erne
Århundreder: 4. århundrede – 5. århundrede – 6. århundrede
Årtier: 370'erne 380'erne 390'erne 400'erne 410'erne – 420'erne – 430'erne 440'erne 450'erne 460'erne 470'erne
År: 420 421 422 423 424 425 426 427 428 429